# Gobir
Gobir (gentilici: gobirwa o gowirawa) fou una ciutat estat en l'actual Nigèria. Fundada pels hausses al segle xi, Gobir va ser un dels set regnes originals del país haussa, i va continuar sota el domini haussa durant gairebé set segles. La seva capital va ser la ciutat de Alkalawa. Al principi del segle xix, elements de la dinastia governant van fugir al nord en el que avui és Níger des del
 on una dinastia rival va governar com Sarkin Gobir (sultà de Gobir) a Tibiri, però uns anys després una branca va tornar a Nigèria si bé va acabar reconeixent a la branca de Tibiri. El 1975 la seu del sultanat tradicional reunificat es va instal·lar a Sabon Birni, Nigèria, des de Tibiri.
La història de Gobir comença amb l'emigració dels gowirawa des de l'est vers l'any 1000; se'ls suposa descendents de tribus coptes nòmades o dels kibdawa d'Aràbia. El seu historial mostra una migració des Gobir, al Iemen, a la regió al nord de la Meca. Durant l'època del Profeta Muhàmmad, els Gobirwa, sota el seu rei Bana Turmi, es diu que van ajudar el profeta en la batalla de Badr el 624; al final de la guerra la meitat d'ells va passar a Egipte sota Dangaladima, mentre que l'altra meitat va continuar la seva migració cap a l'oest a través de Khartum i Bornu. Es van convertir en mestres d'Asben a Goran Rami i es van quedar a Magala durant dos segles.
Més tard van ser atrets per les riqueses de Balma en els deserts de l'actual República del Níger on van passar altres 200 anys. va ser durant aquest període que el seu príncep Dagazau va fundar la present ciutat de Birnin Konni. Van estar un temps a Baranda i més tard es van traslladar a Birnin Lalle on van passar altres dos segles. A Birnin Lalle, van tenir dificultats en l'elecció del seu líder, però finalment es va elegir a Dala com el seu rei; sota Dala foren empesos cap al sud pels tuaregs i el rei els va portar cap a un lloc anomenat Dutsen Zana. Dala va ser succeït per Bashirin Darwai que va fundar les ciutats de Kunya i Gidan Runji avui dia a Níger.
En el regnat de Muhammadu Tsaida Rana, els gobirawa van entrar en guerra amb els katsinawa i els va obligar a abandonar la seva ciutat de Katsina per fundar un nou lloc, Maradi. Els gobirawa es van traslladar més al sud conquistant als seus veïns i ampliant del seu moviment van acampar prop de Zaria (Nigèria), i prop d'aquí es va fundar la ciutat de Soba i després la de Sobi a la vora del Níger a la terra dels nupes. La gent de Soba amb el seu exèrcit van quedar a terra ioruba durant els següents deu anys.
Sota Sule Dangaladima, alguns gobirawa es van quedar i es van casar amb gent ioruba i s'hi van establir. El nom "Gamba" pels iorubes és una forma contaminada de dir "Gobir", nom que donaven al primer home hausa que va tenir contacte amb els iorubes. Avui dia el títol de Dangaladima és el segon més alt dels títols tradicionals a Ilorin.
La caiguda de l'Imperi Songhai a mans d'Àhmad al-Mansur a la batalla de Tondibi en 1591 va deixar un buit de poder a gran part de l'Àfrica central, que van propiciar l'establiment de sultanats hausa, destacant els sultanats de Gobir, i l'Emirat de Kebbi a la vall del riu Rima i l'Emirat de Zamfara, que guerrejaven entre ells fent batudes d'esclaus, i per finançar la guerra constant, van imposar impostos elevats als seus ciutadans.
Després de tornar de la terra ioruba al segle xvi, els gobirawa dirigits pel Sarkin Gobir Ibrahim Babari van fundar la seva nova capital a Alkalawa; després de la construcció de la seva muralla els gobirawa es van poder assentar i consolidar el seu regne. Havien estat en moviment mil anys des de la batalla de Badr. Els gobirawa van ser atacats per primera vegada en la seva nova capital pels tuaregs, però va rebutjar als seus enemics en la batalla de Dangude. Ibrahim Babari va ampliar el regne per amenaces i va saquejar Birnin Zamfara, capital de Zamfara. Aquestes guerres van durar 15 anys. Tot i que van patir algunes derrotes en algunes d'aquestes lluites, els gobirawa van aconseguir el control de tot el territori entre Katsina a l'est i Kabbi a l'oest, mentre al sud la frontera va arribar fins a Bakura i les restes de Zamfara.
Va ser aquest Babari Ibrahim qui va permetre emergir a Bawa Gen Gwarzo, el líder espiritual gobirawa que es convertiria en un dels reis més famosos no només en la història de Gobir sinó també d'Àfrica. Va ser durant el regnat de Bawa que Gobir aconseguir la seva màxima esplendor. A causa de la seva naturalesa guerrera, els gobirawa indubtablement van lliurar guerres amb Katsina, Kabbi, Nupe i altres. Bawa fou el sobirà que va convidar a Shehu Usman Dan Fodio a la zona el 1774; Dan Fodio es va establir al llogaret de Degel, on va començar a predicar; Dan Fodio va tenir influència en l'educació del nebot de Bawa, Yunfa, que després va ocupar el tron (1803-1808), però també va atacar públicament els abusos de les elits hausses, particularment les càrregues imposades als pobres. Sarkin Nafata (1797–1798) va revertir la política de tolerància de Bawa i va mostrar temor per l'increment de l'armament de les armes en poder dels seguidors de Dan Fodio. Els dos següents governants van vacil·lar entre les mesures repressives o la relaxació de la repressió.
Quan Yunfa va pujar al tron el 1803, es va trobar en conflicte obert amb Dan Fodio; va intentar assassinar-lo però va fracassar i aleshores el va enviar a l'exili a Degel. Dan Fodio va respondre reunint als clans fulbes (fulani) nòmades i iniciant la gihad, que fou el principi de la Guerra fulani. Encara que inicialment Gobir i altres estats hausses van tenir alguns èxits, en especial la batalla de Tsuntua, Dan Fodio va continuar dominant el territori a l'entorn i les seves forces van acabar conquerint la capital Gobir, Alkalawa, l'octubre de 1808, matan a Sarkin Yunfa. L'estat fou integrat aleshores en l'Imperi Fulani. Acabaven 50 anys de preeminència de Gobir.
La major part dels gobirawa després del saqueig van resistir l'ocupació fulani a la part nord-est, dirigits per Sarkin Ali dan Yakubu i Sarkin Mayaki i amb el suport del governant haussa de Katsina la majoria d'ells es van traslladar d'Alkalawa a fundar una nova capital, anomenada Tsibiri o Tibiri, ara a la República del Níger, a uns 10 km al nord de Maradi, que fou fundada el 1836, però Muhammad Bello va aixafar seva la rebel·lió a la batalla de Gawakuke en 1836. La dinastia va continuar en aquestes terres del Níger. Al voltant de 1864 alguns d'ells sota Sarkin Gobir Danhalima van tornar a prop de les ruïnes de Sabon-Birni formant una branca de la família governant original dels gobirawa.
Molts intents van ser fets pels fulani dirigits pel sultà Atiku i altres sultans successius de Sokoto per ocupar la totalitat de Gobir després del seu anterior èxit contra ells, però aquests intents van ser resistits amb coratge. Amb l'ocupació de califat de Sokoto pels britànics el 1903, Sabon-Birni-Gobir va ser posada sota dependència de Sokoto com a districte. No obstant això, alguns dels gobirawa van romandre a les parts sud i est del territori francès de la República del Níger.
Des de la colonització, el districte de Gobir fou testimoni de la coexistència pacifica entre els seus habitants. El present Sarkin Gobir, Muhammadu Bawa és el 768 en la línia de reis de Gobir des de Bana Turmi. El títol de Sarkin Gobir avui no només està en mans dels gobirawa de Sabon-Birni, sinó també dels governants fulani d'Isa i Gwadabawa, ja que els gobirawa van ser en un temps governants d'aquests territoris. Els gobirawa són un poble guerrer, i la guerra s'ha convertit en part de la seva cultura; avui simplement es nota a través de les marques facials de 6 i 7 a les galtes. Aquestes marques facials marques podrien tenir el seu origen a Egipte. Vers el 1910 les dues dinasties es van reunificar i la seu va restar a Tibiri però el 1975 es van traslladar a Nigèria fixant la residència a Sabon-Birni.